# Benbrook
Benbrook és una població dels Estats Units a l'estat de Texas. Segons el cens del 2010 tenia 24.000 habitants.

## Demografia
Segons el cens del 2000, Benbrook tenia 20.208 habitants, 8.599 habitatges, i 5.778 famílies. La densitat de població era de 681,4 habitants/km².
Dels 8.599 habitatges en un 28,5% hi vivien nens de menys de 18 anys, en un 56% hi vivien parelles casades, en un 8,7% dones solteres, i en un 32,8% no eren unitats familiars. En el 28,1% dels habitatges hi vivien persones soles el 7,8% de les quals corresponia a persones de 65 anys o més que vivien soles. El nombre mitjà de persones vivint en cada habitatge era de 2,33 i el nombre mitjà de persones que vivien en cada família era de 2,86.
Per edats la població es repartia de la següent manera: un 22,3% tenia menys de 18 anys, un 7,6% entre 18 i 24, un 29,8% entre 25 i 44, un 25,7% de 45 a 60 i un 14,7% 65 anys o més.
L'edat mediana era de 39 anys. Per cada 100 dones de 18 o més anys hi havia 87,9 homes.
La renda mediana per habitatge era de 50.978$ i la renda mediana per família de 63.529$. Els homes tenien una renda mediana de 42.270$ mentre que les dones 30.030$. La renda per capita de la població era de 26.781$. Aproximadament el 2,5% de les famílies i el 4,4% de la població estaven per davall del llindar de pobresa.

## Poblacions més properes
El següent diagrama mostra les poblacions més properes.